# Ignasi Rubió i Bertran
Ignasi Rubió va néixer el 1861 i morí el 1924. Fill d’Olot i sastre de professió, fou un destacat músic afeccionat. Solia tocar l'harmònium en les interpretacions musicals de l'Institut Olotí de les Arts, les Ciències i les Indústries. Escriví la música de les sarsueles “El Nacimiento del Salvador o la Redención del Esclavo” i “La Perla Olotina, o la Verge del Tura”, la primera de les quals es convertí en Els Pastorets que es representaven en el Centre Catòlic d'Olot.